# Barleria monticola
Barleria monticola är en akantusväxtart som beskrevs av Anna Amelia Obermeyer. Barleria monticola ingår i släktet Barleria och familjen akantusväxter. Inga underarter finns listade i Catalogue of Life.